# Лунный кратер
Лунным кратером называется чашеобразное углубление в поверхности Луны, имеющее сравнительно плоское дно и окруженное кольцевидным приподнятым валом. В соответствии с современными представлениями абсолютное большинство лунных кратеров являются кратерами ударного типа. Незначительная часть лунных кратеров до сих пор считается вулканическими кальдерами.

## История и происхождение кратеров
Название введено Галилео Галилеем и позаимствовано из древнегреческого языка, где слово кратер (Κρατήρ) обозначало сосуд, используемый для смешивания воды и вина. В 1609 г. Галилей построил первый телескоп с приблизительно трёхкратным увеличением и провел первые астрономические наблюдения Луны, которые показали, что она не является правильной сферой, а имеет детали рельефа — горы и чашеобразные углубления, которые Галилей и назвал кратерами.
Научное мнение о происхождении лунных кратеров на протяжении веков менялось. В 1667 году Роберт Гук производил опыты, моделирующие образование лунных кратеров. В одном из них он бросал горошины в жидкую глину, в другом — кипятил масло и наблюдал за его поверхностью. Таким образом, Гук заложил основы обеих впоследствии конкурировавших теорий образования кратеров: ударной и вулканической. В гипотезе, предложенной австрийским инженером Гансом Хёрбигером в начале XX века и позднее воспринятой нацистской наукой, образование кратеров объяснялось воздействием «космического льда». Подробнее об этом можно прочитать в этой статье. Сведения, собранные в ходе изучения Луны, позволили установить, что большинство кратеров являются ударными кратерами. Механизм образования ударных кратеров применительно к кратерам на Земле подробно рассматривается здесь.

## Номенклатура лунных кратеров
Термин «кратер» принят в планетной номенклатуре — единой системе, однозначно идентифицирующей детали рельефа на поверхности Луны, что позволяет легко опознать и описать эти структуры. Присвоением официального названия с момента своего основания в 1919 году занимается Международный астрономический союз (МАС). Несмотря на то, что за 360 лет истории лунной номенклатуры были присвоены имена, не укладывающиеся в принятую схему, Международным астрономическим союзом приняты следующие правила. Кратеры на Луне, как правило, получают своё название в честь умерших выдающихся учёных, инженеров и исследователей, внёсших значительный, фундаментальный вклад в своей области. Кроме того, кратеры вокруг Моря Москвы названы в честь погибших советских космонавтов, а кратеры вокруг кратера Аполлон названы в честь погибших американских астронавтов. Это правило может быть распространено и для других космических держав, которые потеряют своих космонавтов. Для маленьких кратеров используются только имена, без фамилий (например кратер Борис). Как правило, официальные названия не присваиваются кратерам размером менее 100 метров, кроме случаев, когда такие кратеры представляют исключительный научный интерес. Более подробно — см. статью «Планетная номенклатура».

## Морфологические признаки
К морфологическим признакам лунных кратеров относятся:
- Окружающая кратер местность с породами, выброшенными при ударе (импакте), которые, как правило, светлее старых пород за счет меньшего по времени воздействия солнечной радиации.
- Система радиальных лучей, отходящих от кратера и образованных ударными выбросами, простирающихся в некоторых случаях на очень большое расстояние.
- Внешний вал кратера с породами, выброшенными при ударе, но упавшими вблизи кратера
- Внутренний склон.
- Дно чаши кратера.
- Центральный пик, характерный для кратеров, диаметр которых превышает 26 км, процесс их образования подобен появлению капли отдачи при падении в воду небольшого предмета.

Морфологические признаки кратера связаны с его размером. Типичный небольшой кратер диаметром 5 км имеет острый внешний вал высотой до 1000 м, и дно чаши кратера находится на уровне 100 м ниже окружающей местности. Кратерам диаметром свыше 26 км присущ центральный пик. Большие кратеры диаметром около 100 км имеют внешний вал возвышением 1000 — 5000 м. (соотношение диаметра кратера к возвышению вала изменяется в интервале 1/80 — 1/100). Зависимость морфологических признаков от диаметра кратера легла в основу классификации лунных кратеров.

## Классификация лунных кратеров
Классификация кратеров видимой стороны Луны разработана в 1978 г. Чарльзом Вудом и Лейфом Эрландом Андерссоном.
| Тип | Типичный представитель | Морфологические признаки                                                                                             | Диаметр кратера | Изображение |
| --- | ---------------------- | --- | --------------- | ----------- |
| ALC | Аль-Баттани C          | Кратер сферической формы с острым валом, гладким внутренним склоном и сферической формой дна чаши кратера.           | до 10 км        |             |
| BIO | Био                    | То же что тип ALC, но с плоским дном в центральной части чаши кратера.                                               | 10 — 15 км      |             |
| SOS | Созиген                | Кратер с плоским дном чаши, террасы внутреннего склона и центральный пик отсутствуют.                                | 15 — 25 км      |             |
| TRI | Триснеккер             | Наличие центрального пика (начиная с диаметра 26 км), внутренний склон утрачивает гладкость и имеет следы обрушения. | 15 — 50 км      |             |
| TYC | Тихо                   | Террасовидный внутренний склон, сравнительно плоское дно чаши, часто имеют развитый центральный пик.                 | свыше 50 км     |             |

Кратеры диаметром свыше 200 км утрачивают центральный пик и часто неофициально называются бассейнами. В отдельную группу выделяют талласоиды — крупные кратерные образования, по размерам близкие к круглым лунным морям, но, в отличие от них, имеющие светлое дно, не залитое тёмной лавой.
Несколько сотен кратеров в обоих полярных регионах Луны являются кратерами вечной тьмы: их дна (или его части) солнечный свет не достигает никогда.